# Bowl (skatepark)
Pour les articles homonymes, voir Bowl.

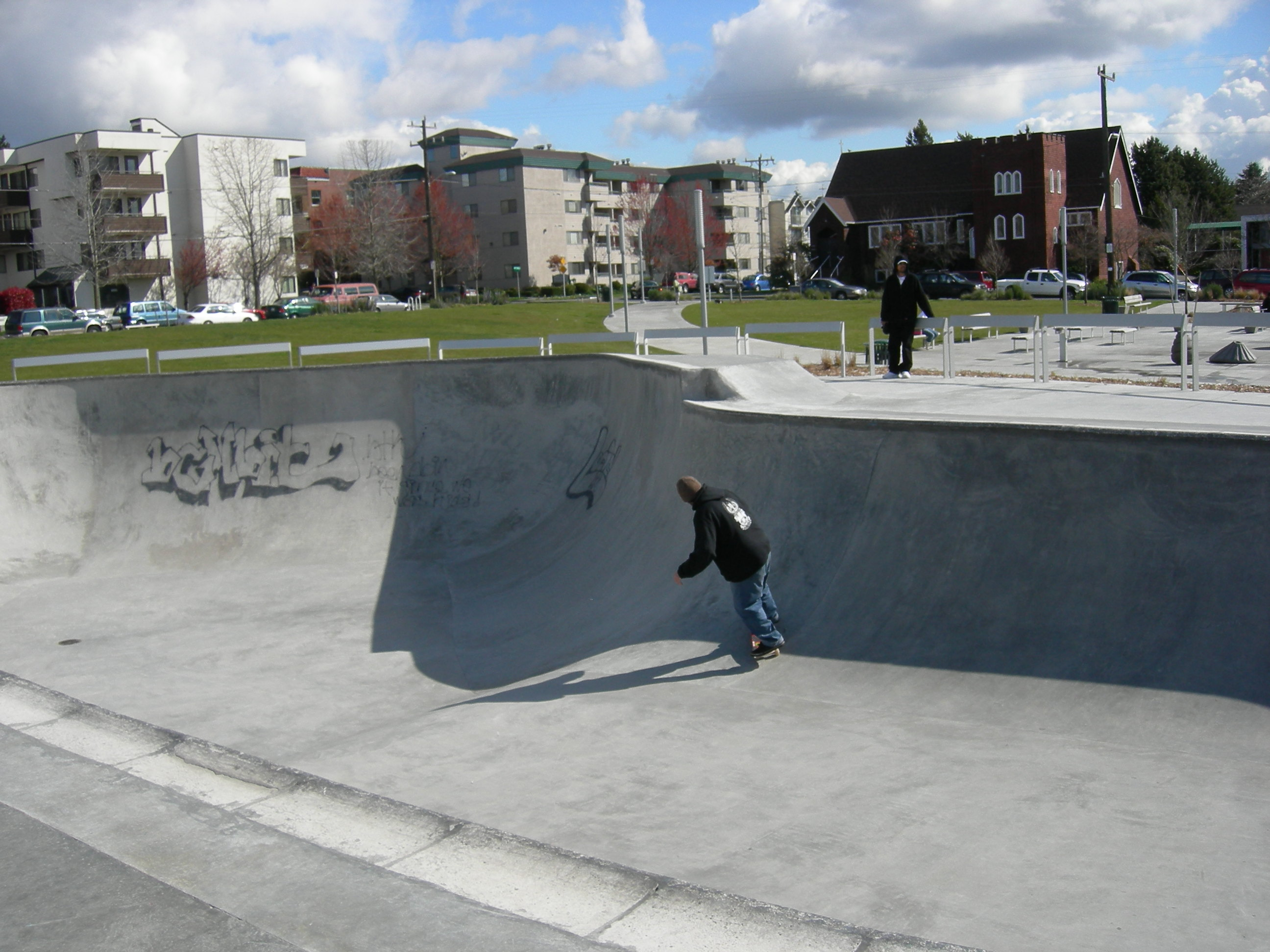
Bowl à Seattle

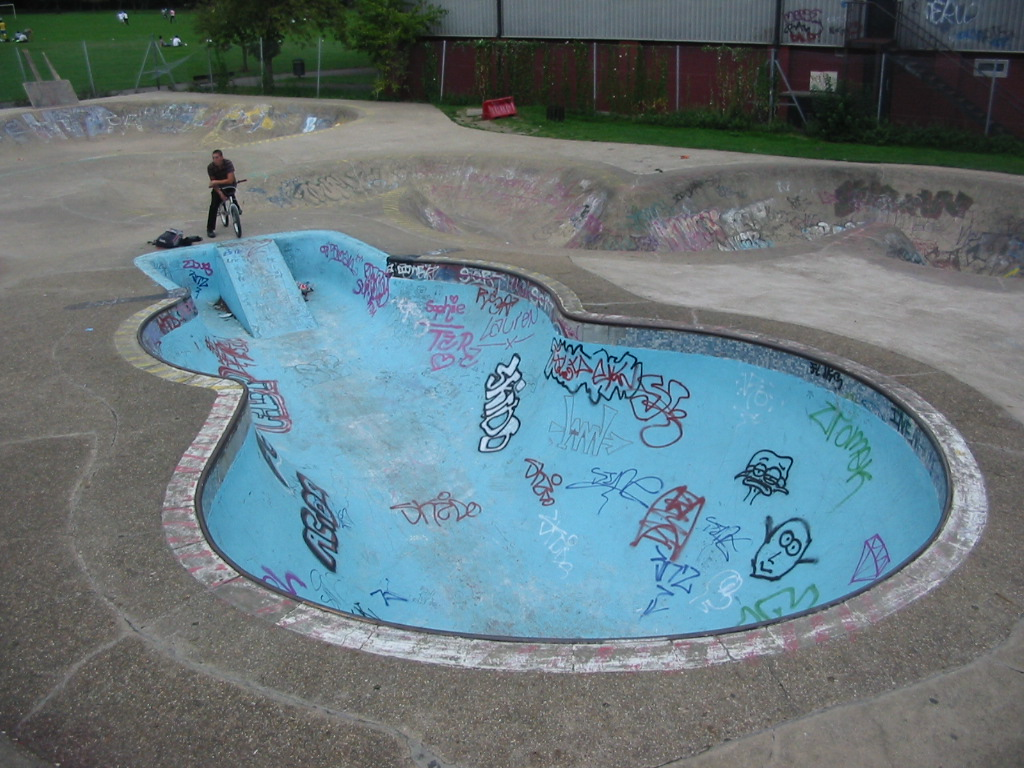
Le bowl : à l'origine, une piscine vidée.

Un bowl (de l'anglais « cuvette, bassin ») est un module de skatepark ayant la forme d'une cuvette plus ou moins profonde aux parois arrondies, construit généralement en béton et cerclé d'une bordure en métal (coping). Un bowl peut être composé d'une seule cuvette (l'équivalent d'une demi-sphère) ou bien d'un assemblage de plusieurs cuvettes (pool) reliées entre elles.

## Description
Son design permet aux pratiquant de prendre différentes lignes et de pouvoir alterner vitesse, tricks et airs.
Un certain niveaux et une maîtrise du skateboard est important pour pouvoir pratiquer sereinement. La difficulté de cette discipline consiste à analyser sa trajectoire pour ne pas perdre de vitesse pendant son run. Le but étant d’exécuter un  parcours fluide, propre et rapide.
Lors des compétitions, plusieurs schémas peuvent être appliqués par les organisateurs :
- par jam session : entre deux et 10 riders en même temps dans la cuvette,
- par run : entre 45 seconde et 5 minutes à chaque rider pour montrer son enchaînement.

Les jams durent généralement plus longtemps que les runs (environ 15 minutes).
En France l'un des sites les plus importants des bowlsriders se situe à Marseille, au Prado. Ce bowl qui date de 1990 a été un exemple pour les villes qui se sont lancées dans ce type d'aménagement.

## Origine
Ce type de module fut inventé ou plutôt découvert par Tony Alva et les autres Z-Boys, qui pratiquaient, dans les jeunes années du skate, leur discipline dans des piscines vides en Californie.